# نيك غوردون
نيك غوردون (بالإنجليزية: Nick Gordon)‏ هو لاعب كرة قاعدة أمريكي، ولد في 24 أكتوبر 1995 في أورلاندو في الولايات المتحدة.

## وصلات خارجية
- نيك غوردون على موقع دوري كرة القاعدة الرئيسي (الإنجليزية)
- نيك غوردون على موقعبيزبول رفرنس.كوم (الدوري الرئيسي) (الإنجليزية)
- نيك غوردون على موقعبيزبول رفرنس.كوم (الدوري الثانوي) (الإنجليزية)
- نيك غوردون على موقع إي إس بي إن.كوم (أم.أل.بي) (الإنجليزية)
- نيك غوردون على موقع مشجعي الرسوم البيانية (الإنجليزية)